# Paralaophonte tenera
Paralaophonte tenera är en kräftdjursart som först beskrevs av Sars 1920.  Paralaophonte tenera ingår i släktet Paralaophonte och familjen Laophontidae. Arten har ej påträffats i Sverige. Inga underarter finns listade i Catalogue of Life.